# パンディヤ・ナードゥ地方
パンディヤ・ナードゥ地方（パンディヤ・ナーデゥちほう、タミル語:பாண்டிய நாடு、英: Pandya Nadu、Pandi Nadu）は南インドのタミル・ナードゥ州にある。その広がりは西にVenad／Ay Naduがあり、北東にen:Chola Nadu、北西にen:Kongu Naduが位置する。マドゥライ県、テーニ県、シヴァガンガイ県、ラーマナータプラム県、ヴィルドゥナガル県、ティルネルヴェーリ県、テンカシ県、トゥーットゥックディ県、カンニヤークマリ県およびティンドゥッカル県の一部を含む。

## 歴史
この地域とパーンディヤ朝の結びつきは少なくとも紀元前4世紀までさかのぼり1759年にいたる。マドゥライは文化および政治の主要な中心地で、かつてのパーンディヤ朝の首都である。往時の主な交易港は河口からさかのぼったコーカイにあり、第二の中心都市として栄えた。
紀元前3世紀にサンガム朝（Sangam age）が滅びると地域はカラバラ朝（Kalabhras）の支配下に置かれ、やがてパーンディヤ朝復興運動を率いるen:Kadungon により第1次パーンディヤ朝が興り（6世紀）、また10世紀に中世チョーラ朝の支配を受けたのちに第2次パーンディヤ朝が再興する。デリー・スルターン朝の南下がマドゥライ・スルターン朝の成立を導き、パーンディヤの版図はヴァイハイ川流域より南へと退いた。その後、ヴィジャヤナガル王国の王子がスルターンたちを押し戻してこの地域を家臣に与えた。16世紀に王国が衰退するとマドゥライ・ナーヤカ朝の独立、カルナータカ太守の台頭を経て18世紀にイギリス領のマドラス管区に併合された。
この地域が文化と経済、政治においてケララとスリランカに密接に関わってきたのは、インド洋を介して西アジアと東アジアの貿易が背景にあった。現代のパンディヤ・ナードゥ地方の中心地はカンニヤークマリで、インド亜大陸の先端に位置する。 
パンディヤ・ナードゥ地方は15世紀にヴィジャヤナガル王国の支配下に置かれ、16世紀の帝国崩壊から17世紀にイギリスに征服されるまで、この地域を支配したのはマドゥライのナヤク族である。18世紀になるとマドラス管区に統合される。1947年のインド独立後、マドラス管区はマドラス州に改称され、後にタミル・ナードゥ州に改組される。

## 関連資料
- Gopalakrishnan, S. "Early Pāṇḍyan iconometry". Sharada Pub. House, 2005. ISBN 8188934216, NCID BA76404510.
- Dayalan, D. and Archaological Survey of India."Cave-temples in the regions of the Pāṇdya, Muttaraiya, Atiyamān̤ and Āy dynasties in Tamil Nadu and Kerala". Architectural survey of temples No. 7., Archaeological Survey of India, 2014. NCID BB2175132X.